# Tischtennisweltmeisterschaft 1952
Die 19. Tischtennisweltmeisterschaft fand vom 1. bis 10. Februar 1952 in Bombay (Indien) statt – und damit zum zweiten Mal nach 1939 außerhalb von Europa. Spielstätte war ein Fußballstadion, in dem eine Zelthalle errichtet worden war.

## Allgemeines
- Die Vergabe erfolgte ein Jahr zuvor durch den Internationalen Tischtennisverband ITTF am 8. März 1951 anlässlich der Titelkämpfe in Wien.[2]
- Während der Spiele herrschte eine Temperatur von etwa 35 Grad Celsius. Diese Hitze machte vor allem den Europäern zu schaffen.
- Ferenc Sidó – später erfolgreicher Trainer der ungarischen Nationalmannschaft, die 1979 in Pjöngjang den Weltmeistertitel gewinnen sollte – führte die Ungarn hier auch als Spieler zum Titelgewinn. Finalgegner war die englische Herrenmannschaft, die sich trotz ihrer beiden Ausnahmespieler Richard Bergmann und Johnny Leach mit dem zweiten Platz begnügen musste.
- Erstmals errangen japanische Spieler Titel bei einer Tischtennis-Weltmeisterschaft. Hiroji Satō, die Nummer fünf der japanischen Rangliste, wurde Weltmeister im Herreneinzel, und die japanische Damenmannschaft schlug die favorisierten Rumäninnen um Rekordweltmeisterin Angelica Adelstein-Rozeanu. Zudem holten die japanischen Damen- und Herrendoppel Gold.

Der britische TT-Verband hatte zuvor eine Weltrangliste erstellt, in welcher kein Japaner in den Spitzenrängen zu finden war. Johnny Leach führte vor Ivan Andreadis, Ferenc Sidó, Václav Tereba, József Kóczián, Vilim Harangozo, Bohumil Váňa und René Roothooft bzw. Angelica Adelstein-Rozeanu vor Gizella Farkas, Trude Pritzi, Linda Wertl, Helen Elliot, Rosalind Rowe, Sari Szasz-Kolosvary und Diane Rowe.

Das Spielart der Japaner kam für die sieggewohnten Europäer wie ein Schock. Ihre Spielart widersprach allen Theorien. Ein ungewöhnlich starker Gummibelag auf den Schlägern dämpfte jeden Laut; wurde der Ball geschlagen, hörte man nichts, dafür wurde der Spitzname "stummes Tischtennis" geprägt.
- Aus Deutschland nahm aus Kostengründen keine Damenmannschaft, aber eine Herrenmannschaft teil, die mit dem späteren DTTB-Präsidenten Dieter Mauritz einen 9. Platz belegte. Auch die Schweiz, Jugoslawien und die Tschechoslowakei blieben der WM fern, weswegen die vorher ausgeloste Gruppeneinteilung der Mannschaften geändert wurde. Österreich trat mit einer Damenmannschaft an.

## Abschneiden der Deutschen
Das gesamtdeutsche Aufgebot bestand aus Kurt Braun (Düsseldorf), Dieter Mauritz (München), Heinz Raack (Berlin), Walter Than (München), Heinz Schneider (Mühlhausen in Thüringen).

### Mannschaftswettbewerb Herren
Im Vorfeld fand am 8. und 9. Dezember 1951 in Wiesbaden ein Ausscheidungsturnier um die sechs WM-Plätze statt.
Die Mannschaften wurden in drei Gruppen mit 7 bzw. 8 Teilnehmern gelost. Deutschland trat in Gruppe B an.
Gegen Indien, das vor der WM von Barna und Ehrlich trainiert wurde, erkämpfte das Team nach 1:4-Rückstand noch den Ausgleich, verlor aber das letzte Spiel und damit das Match mit 4:5. Es folgte eine 0:5-Niederlage gegen England und ein 5:0-Erfolg gegen Kambodscha. Im Spiel gegen Japan war das Team mit 0:5 ohne Chance, ebenso beim 1:5 gegen Frankreich. Gegen Pakistan und Portugal wurde jeweils mit 5:2 gewonnen.

### Herreneinzel
Lediglich Heinz Raack gelang ein Sieg. Nach Freilos schlug er in der zweiten Runde Lim Tam Var (Kambodscha). Danach verlor er mit 0:3 gegen Fu Chi Fong (Hongkong). Ebenfalls durch Freilos gelangten Heinz Schneider und Rudi Piffl in Runde 2, wo sie Dagoberto Midosi (Brasilien) beziehungsweise Kálmán Szepesi (Ungarn) unterlagen. Bereits in der ersten Runde schieden Kurt Braun (gegen Mai Văn Hòa, Vietnam), Walter Than (gegen Suh Sui Cho, Hongkong) und Dieter Mauritz (gegen Ehrlich, Frankreich) aus.

### Herrendoppel
Das Doppel Schneider/Piffl kam bis ins Viertelfinale, wo es gegen die späteren Vizeweltmeister Bergmann/Leach verlor. Vorher wurden Joao F. Antas/Mohd Yasin (Portugal/Afghanistan), Mai Văn Hòa/Tran Van Lieu (Vietnam) und Karl-Heinz Eckardt/Gonzalez (Deutschland/Chile) aus dem Rennen geworfen.
Raack/Than verloren gegen Wong Tong Goon/Loh Kum Soon (Singapur). Mauritz/Braun schieden in der zweiten Runde gegen József Kóczián/Ferenc Sidó aus.

### Mixed
Schneider/Mary Stafford (Australien) unterlagen József Kóczián/Gizella Farkas (Ungarn) und Braun/Gertrude Wutzl (Österreich) der ungarisch-rumänischen Paarung Ferenc Sidó/Angelica Adelstein-Rozeanu.

## ITTF-Kongress
- Der DTTB-Präsident Karl-Heinz Eckardt wird in den ITTF-Vorstand gewählt.[8]

## Ergebnisse
Rudi Piffl nahm nur an den Individualwettbewerben teil.
| Wettbewerb        | Rang | Sieger                                                                                  |
| ----------------- | ---- | --------------------------------------------------------------------------------------- |
| Mannschaft Herren | 1.   | Ungarn (Ferenc Sidó, József Kóczián, Kálmán Szepesi, Elemér Gyetvai, László Várkonyi)   |
| Mannschaft Herren | 2.   | England (Adrian Haydon, Harry Venner, Richard Bergmann, Johnny Leach, Aubrey Simons)    |
| Mannschaft Herren | 3.   | Japan (Norikazu Fujii, Hiroji Satō, Tadaaki Hayashi)                                    |
| Mannschaft Herren | 3.   | Hongkong (Keung Wing Ning, Suh Sui Cho, Chung Chin Sing, Fu Chi Fong, Cheng Kwok Wing)  |
| Mannschaft Herren | 9.   | Deutschland (Kurt Braun, Dieter Mauritz, Heinz Raack, Heinz Schneider, Walter Than)     |
| Mannschaft Damen  | 1.   | Japan (Shizuka Narahara, Tomie Nishimura, Daisuke Daimon)                               |
| Mannschaft Damen  | 2.   | Rumänien (Ella Zeller-Constantinescu, Sari Szasz-Kolosvary, Angelica Adelstein-Rozeanu) |
| Mannschaft Damen  | 3.   | England (Kathleen Best, Margaret Franks, Rosalind Rowe, Diane Rowe)                     |
| Mannschaft Damen  | 4.   | Österreich (Gertrude Pritzi, Ermelinde Wertl, Gertrude Wutzl)                           |
| Herren Einzel     | 1.   | Hiroji Satō – JPN                                                                       |
| Herren Einzel     | 2.   | József Kóczián – HUN                                                                    |
| Herren Einzel     | 3.   | René Roothooft – FRA                                                                    |
| Herren Einzel     | 3.   | Guy Amouretti – FRA                                                                     |
| Damen Einzel      | 1.   | Angelica Adelstein-Rozeanu – ROM                                                        |
| Damen Einzel      | 2.   | Gizella Lantos-Gervai-Farkas – HUN                                                      |
| Damen Einzel      | 3.   | Ermelinde Wertl – AUT                                                                   |
| Damen Einzel      | 3.   | Rosalind Rowe – ENG                                                                     |
| Herren Doppel     | 1.   | Norikazu Fujii/Tadaaki Hayashi – JPN                                                    |
| Herren Doppel     | 2.   | Richard Bergmann/Johnny Leach – ENG                                                     |
| Herren Doppel     | 3.   | Victor Barna/Adrian Haydon – ENG                                                        |
| Herren Doppel     | 3.   | Marty Reisman/Douglas Cartland – USA                                                    |
| Damen Doppel      | 1.   | Shizuka Narahara/Tomie Nishimura – JPN                                                  |
| Damen Doppel      | 2.   | Diane Rowe/Rosalind Rowe – ENG                                                          |
| Damen Doppel      | 3.   | Helen Elliot – SCO/Ermelinde Wertl – AUT                                                |
| Damen Doppel      | 3.   | Gizella Lantos-Gervai-Farkas/Edit Sagi – HUN                                            |
| Mixed             | 1.   | Ferenc Sidó – HUN/Angelica Adelstein-Rozeanu – ROM                                      |
| Mixed             | 2.   | Johnny Leach/Diane Rowe – ENG                                                           |
| Mixed             | 3.   | Victor Barna/Rosalind Rowe – ENG                                                        |
| Mixed             | 3.   | József Kóczián/Gizella Lantos-Gervai-Farkas – HUN                                       |

## Medaillenspiegel
| Rang  | Land               | Gold | Silber | Bronze | Gesamt |
| ----- | ------------------ | ---- | ------ | ------ | ------ |
| 1     | Japan              | 4    | 0      | 1      | 5      |
| 2     | Ungarn             | 1,5  | 2      | 2      | 5,5    |
| 3     | Rumänien           | 1,5  | 1      | 0      | 2,5    |
| 4     | England            | 0    | 4      | 4      | 8      |
| 5     | Frankreich         | 0    | 0      | 2      | 2      |
| 6     | Österreich         | 0    | 0      | 1,5    | 1,5    |
| 7     | Vereinigte Staaten | 0    | 0      | 1      | 1      |
| 8     | Hongkong           | 0    | 0      | 1      | 1      |
| 8     | Schottland         | 0    | 0      | 0,5    | 0,5    |
| Total | Total              | 7    | 7      | 13     | 27     |